# ゲーザ1世 (ハンガリー王)
ゲーザ1世（I. Géza, 1040年 - 1077年4月25日）は、ハンガリー王（在位：1074年 - 1077年）。

## 生涯
のちのベーラ1世の長男として、父の亡命先のポーランド宮廷で誕生した。ゲーザという名前は異教徒の名前であったらしい。彼はマグヌス（Magnus）という名で洗礼を受けているからである。1048年、父ベーラはアンドラーシュ1世よりハンガリー王国の3分の1に相当する公領を授けられたため、家族を連れて帰国した。オルセオロ・ペーテル王から王位を奪ったアンドラーシュは、弟ベーラとともにペーテルの同盟者・神聖ローマ皇帝ハインリヒ3世軍と対峙、撃退に成功する。しかし、父と伯父の関係は、従弟シャラモン（のちのシャラモン王）が生まれてから悪化する。アンドラーシュは幼児のシャラモンを後継者に指名したためである。アンドラーシュが確立しようとした長子相続制とは反対に、ハンガリーでは一族の年長者が後継となる男系年長者相続制が未だ根強かった。1059年、ゲーザは父や弟たちとともにポーランドへ向かった。
1060年、ポーランド軍を加えた大軍で、ベーラとゲーザらはハンガリーへ侵入した。迎え撃ったアンドラーシュ1世を敗死に追い込み、ベーラが即位した。ゲーザは父に従い、シャラモンの正当性を支持する皇帝軍が侵攻してくるとこれを撃退している。ベーラが在位わずか3年で死去すると、ゲーザは皇帝の後ろ盾を得ているシャラモンの即位を受け入れ、自身は父のかつての公領を継承した。しかしシャラモン王はゲーザたちを冷遇したため、彼らは再びポーランドへ亡命した。
1064年、ゲーザらは従兄ボレスワフ2世軍を従えて再び、皇帝軍の去ったハンガリーへ侵攻した。内戦を回避しようとした司教らの仲介で、ゲーザは王とジェールで和解する。
しかし王との関係は次第に険悪となる。クロアチア王国支援の遠征、ペチェネグ族退治のためのトランシルヴァニア遠征、ベオグラード包囲戦などが続き、1074年にとうとう内戦が勃発した。ゲーザは縁者であるポーランドとボヘミアからの援軍を得て、シャラモン王軍を敗退させた。3月のモジョラードの戦いに負けたシャラモンは、神聖ローマ皇帝の庇護を求めてドイツへ逃げた。8月には皇帝とシャラモンがハンガリーへ侵攻してくるが、皇帝は同時期にザクセンで起こった反乱を鎮圧する必要に駆られ、ハンガリーから兵を引き上げてしまった。シャラモンは、最後まで保持していたモションとポジョニ（現在のブラチスラヴァ）を奪われてしまう。
即位したゲーザ1世は、諸外国から承認を受けるために奔走した。彼はローマ教皇グレゴリウス7世（神聖ローマ皇帝と対立中であった）と、東ローマ皇帝ミカエル7世ドゥーカスの元へ大使を派遣した。教皇はハンガリー王国の宗主権を要求してきたためゲーザはこれを受けず、反対にミカエル7世ドゥーカスはゲーザへ『古来からあるハンガリー王冠に加えるよう』王冠を贈った。ゲーザはこの贈られた王冠を戴冠式に用いた（古い王冠はシャラモンが所有していたため）。この時にゲーザは、2度目の妃としてミカエル7世配下の将軍ニケフォロス・ボタネイアテス（のちのニケフォロス3世ボタネイアテス）の姪シナデネ（Synadene）と結婚している。
彼は短い治世の間に、ガラムセントベネデク（現在のスロヴァキアの町フロンスキー・ベネディク）に修道院を建て、ヴァーチ大聖堂の建設を終わらせた。1076年、ゲーザは、侵攻してきたシャラモン軍を撃つよう実弟ラースローに命じた。しかし、シャラモン軍に敗退してしまう。年代記によると、既に体調の悪化していたゲーザはこの敗戦でさらに回復不能となり、シャラモンの復位すら考えたという。ゲーザは回復しないまま1077年に死んだ。

## 子女
1062年頃、ルーン伯女ソフィアと結婚。
- カールマーン（1070年 - 1116年）
- アールモシュ（英語版）（1070年頃 - 1127年） - 1104年、キエフ大公スヴャトポルク2世の娘プレドスラヴァと結婚。ベーラ2世の父。また娘アーデルハイト（? - 1140年）は1123年にボヘミア王ソビェスラフ1世と、ヘートヴィヒは1132年にオーストリア辺境伯レオポルト3世の長子アダルベルトと結婚した。

1075年、ニケフォロス・ボタネイアテスの姪シナデネと結婚。